# Conseil des neuf notables
Le Conseil des neuf notables (ou ꚡꚳꛮ en écriture Bamoun) est le conseil suprême de neuf dignitaires (notables) qui possède le pouvoir de décision en pays Bamiléké, à l'Ouest du Cameroun.
Comme un « conseil d'administration » et un contre-pouvoir au chef, c'est un organe ou une société qui tempère sérieusement les pouvoirs du chef traditionnel dans chacune des plus de cent chefferies ou village Bamiléké de l'Ouest Cameroun. La cohésion de la chefferie et du village dépend en grande partie de ce conseil des notables qui est une des grandes sociétés coutumières traditionnelles.

## Composition
Le conseil des neuf notables est constitué par les descendants des compagnons du fondateur du village et qui restent, génération après génération, titulaires de cette charge. Cependant, dans beaucoup de chefferies, le conseil s'est élargi à d'autres dignitaires, wafo, kwipu ou mafo, également descendants de responsables des règnes précédents. Les neuf notables peuvent être assistés par d'autres personnalités importantes, dont les reines (mafo), qui restent, malgré leurs privilèges, de simples observateurs n'ayant pas voix dans les débats. Seuls les neuf notables
titulaires ont droit de participer aux délibérations et aux décisions. 

## Rôle et pouvoir
Le roi Bamiléké est plus un président ou coordonnateur qu'un autocrate. Les neuf notables sont les seuls vrais dépositaires de la coutume dont le chef, parmi ses pairs, n'est que le gérant. C'est le conseil des neuf notables qui décide de la guerre et de la paix, de la justice coutumière et de maints rituels religieux et magiques nécessaires à la survie de la chefferie. Le conseil, enfin, contrôle toutes les autres sociétés secrètes
Les neuf notables représentent toutes les familles du royaume[Lequel ?]. Ils veillent à ce que les décisions et actes du roi ne lèsent aucune des familles du royaume. Il y a primauté des neuf notables sur le roi, sans aucune rivalité ; ils collaborent pour la bonne marche des affaires du royaume dans l’intérêt de toutes les familles.

## Fonctionnement

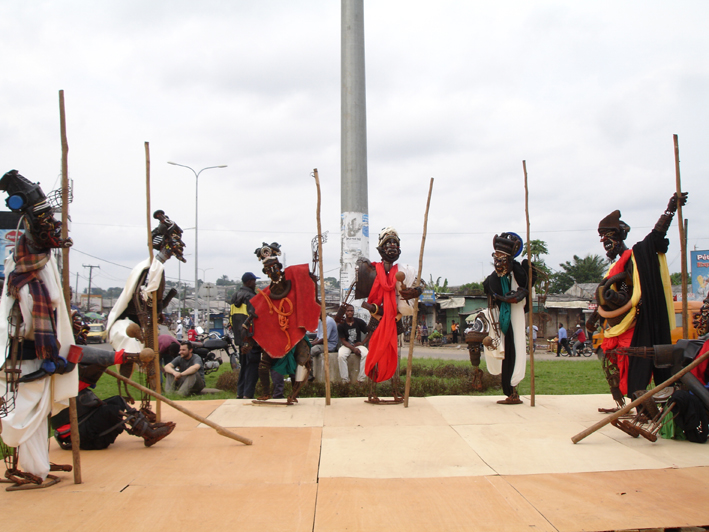
Représentation artistique par Joseph-Francis Sumégné des neuf notables Bamiléké

Le conseil des neuf notables constitue un filtre à travers lequel tout candidat au grade de sous-chef doit passer. 

### Les Kam vu
Ils sont douze[Qui ?] à Bana[Lequel ?](village de l'Ouest Cameroun), fils de Chef, descendants de Halie, premier Foh de Bana. Les premiers neuf avaient reçu en apanage de vastes domaines, ce qui fait d’eux les plus grands propriétaires terriens de la chefferie de Bana et ils ont placé progressivement leurs propres fils et d’autres notables sur ces terres. Plus que les grands notables ordinaires, les za'[Qui ?] ont un certain nombre de privilèges et de pouvoirs qui pourraient les faire comparer à un Chef, en modèle réduit. Ils veillent sur le respect des institutions traditionnelles. En plus de leurs concessions qui sont de fait des petites chefferies, le Chef suprême Bana les consulte pour les promotions au sommet de la hiérarchie des notabilités, comme pour le passage de menkam à sous-chef par exemple.
Pendant les périodes exceptionnelles (enterrement d’un Chef, désignation d’un nouveau Chef), ils sont très sollicités parce qu'ils sont les maîtres d'œuvre des différentes phases des cérémonies y afférentes.
Les notables se réunissent régulièrement. Comme d'autres sociétés secrètes du village[Lequel ?], la force du conseil des neuf notables dépend de la qualité et de la régularité de leurs réunions. Les membres du groupe des neuf notables peuvent se réunir très rapidement à tout moment, à la demande du chef, étant donné qu’ils jouent un rôle central dans la vie socio-politique de la chefferie. La prise de décision ou la résolution des 
problèmes révèle qu’elle est dominée par une constante recherche du consensus sur la variété des sujets à traiter.
Lors des réunions placées sous la présidence du chef supérieur, ce dernier - de façon générale - assiste aux débats en silence.
Son rôle est d'évaluer tous les points de vue, de peser les avis pour essayer d’en dégager l’opinion majoritaire ou le consensus. Si un roi cherche à faire prévaloir sa propre perception et que la majorité des notables est contre, le roi s'incline. Sinon des menaces pèsent sur sa vie,.